# Adele Jackson
Adele Jackson – australijska paraolimpijka w dyscyplinie bowls.
Na igrzyskach paraolimpijskich w Toronto w 1976 roku brała udział w dwóch imprezach. W singlach zajęła 4. miejsce. W parach zdobyła złoty medal razem z Charmaine Smith.